# Rue Jaffa
La rue Jaffa, en hébreu : רחוב יפו (Rehov Yaffo), en arabe : شارع يافا, est l'une des plus longues et des plus anciennes rues principales de Jérusalem, en Israël. Elle traverse la ville nouvelle d'est en ouest, des murs de la vieille ville au centre-ville de Jérusalem, au portail ouest et à l'Autoroute 1 Palestine Jérusalem-Tel Aviv-Jaffa. Elle est bordée de magasins, d'entreprises et de restaurants. Le gare routière centrale s'y trouve également. Elle rejoint les rues Ben Yehuda et King George (en) pour former le quartier central des affaires du Triangle (en), au centre-ville.

### Source de la traduction
- (en) Cet article est partiellement ou en totalité issu de l’article de Wikipédia en anglais intitulé « Jaffa Road » (voir la liste des auteurs).